# イルーナ戦記
『イルーナ戦記オンライン』は、アソビモ株式会社から配信されているiモード・iOS・Android用オンラインゲーム。

## 概要
性能の限られるiアプリDXながら携帯型ゲーム機相当のビジュアルクオリティを実現させた、完全3DグラフィックによるMMORPGである。
2008年より正式サービスを開始し、2023年現在まで運営と定期的な更新が継続されており、携帯電話向けとしては息の長いオンラインゲームとなっている。2011年にはAndroid向けに、2012年にはiOS向けにそれぞれサービスを開始した。

## ゲーム内容
ゲームの内容としては、比較的オーソドックスなファンタジー系RPGである。
更新頻度が高く、週一回ペースでのシナリオ追加、1~2か月に一回のマップ追加及びレベルキャップ解放が行われている。
その一方で既存部分の棄却はほとんど行われず、総マップ数が膨大である。
また、デスペナルティがほとんどない（ただし、アイテムの効果が切れる場合がある）。